# Fritz Moser
Fritz Moser (Landiswil, 14 september 1908 - Bern, 20 april 1985), was een Zwitsers politicus.
Fritz Moser studeerde rechten in Bern en was vervolgens notaris in Thun. Daarna was hij lid van de administratieve raad van de Ersparniskasse Wangen an der Aare (plaatselijke bank).
Fritz Moser was politiek actief voor de Boeren-, Burgers- en Middenstanderspartij (BGB; sinds 1971 Zwitserse Volkspartij genaamd). Hij was wethouder te Wangen en van 1946 tot 1958 lid van de Grote Raad van Bern, het kantonsparlement. Hij was fractievoorzitter van de BGB. Van 1958 tot 1974 was hij lid van de Regeringsraad van het kanton Bern. Hij beheerde achtereenvolgens de departementen van Justitie (1958-1960), Financiën (1960-1964) en van Kerkelijke Zaken (1964-1974). Als directeur Financiën hervormde hij de financiële huishouding van het kanton en voerde hij een nieuw belastingstelsel in. Van 1 juni 1960 tot 31 mei 1961 en van 1 juni 1969 tot 31 mei 1970 was hij voorzitter van de Regeringsraad (dat wil zeggen regeringsleider) van het kanton Bern.
Fritz Moser was na zijn terugtreden als lid van de Regeringsraad (1974) president-directeur van de Kantonsbank, bestuurslid van de Bernese Muziekvereniging, voorzitter van de stichting Slot Landshut, directeur van het Kustmuseum Bern en lid van de administratieve raad van de Bernese Kraftwerke AG (energiebedrijf).
Hij overleed op 76-jarige leeftijd, op 20 april 1985 in Bern.